# Gestippelde oogspanner
De gestippelde oogspanner (Cyclophora punctaria) is een nachtvlinder uit de familie van de spanners. De vlinder heeft een voorvleugellengte tussen de 13 en 16 millimeter. De soort overwintert als pop.
Waardplanten van de gestippelde oogspanner zijn eik en berk. De vliegtijd is van halverwege april tot halverwege juni voor de eerste generatie en van juli tot en met september voor de tweede. In Nederland en België is het een vrij algemene vlinder.